# 山西工程科技职业大学
37°44′31″N 112°39′24″E / 37.74193°N 112.65653°E
山西工程科技职业大学是一所位于中国山西省晋中市的公办本科层次职业高等学校。

## 历史
2001年3月，山西大学商务学院（民办独立学院）成立。
2020年11月11日，教育部发展规划司发布《关于拟同意设置本科高等学校的公示》，拟定同意山西大学商务学院转设为公办职业高等学校山西工程科技职业大学。2020年12月18日，经中华人民共和国教育部批准，将山西大学商务学院、山西交通职业技术学院、山西建筑职业技术学院办学资源整合，重组为公办本科层次职业高等学校山西工程科技职业大学，由山西省人民政府管理领导。

## 院系设置
原山西大学商务学院下设13个二级学院：会计学院、管理学院、信息学院、经济学院、电商与物流学院、文化传播学院、法学院、外国语学院、艺术设计学院、音乐舞蹈学院、体育学院、对外交流学院。
两个教学研究部：数学教学研究部、思政部 。